# Исхьой (община)
Община Исхьой (на датски: Ishøj Kommune) е община в Дания. Административен център на общината е Исхьой. Населението на общината през 2014 година е 21 547 души.

## Населени места
Общината има 3 населени места:
- Исхьой
- Исхьой Ландсби
- Торслуде